# Чань Кінь Лок
Чань Кінь Лок (7 березня 1994) — гонконгська плавчиня.